# Artem Oganov
Artem R. Oganov, né le 3 mars 1975, est un cristallographe théorique, minéralogiste, chimiste et spécialiste des matériaux russe. Il est principalement connu pour ses modèles théoriques permettant la découverte de nouveaux matériaux et la prédiction de structures cristallines, les études de la matière en conditions extrêmes, y compris à l'intérieur des planètes.

## Biographie
Artem Oganov est diplômé de l'Université d'État de Moscou en 1997 avec mention magna summa cum laude et diplôme en cristallographie et chimie du cristal. En 2002, il a obtenu un doctorat en cristallographie de l'University College de Londres et en 2007, un diplôme d'habilitation de l'École polytechnique fédérale de Zurich.
En 2008-2017, il est professeur à l'Université Stony Brook. En 2012, il reçoit la chaire « 1000 talents » en Chine. En 2013, après avoir remporté une mégasubvention accordée par le gouvernement russe, Artem Oganov ouvre un laboratoire à l'Institut de physique et de technologie de Moscou. Depuis 2015, il est professeur à l'Institut des sciences et technologies de Skolkovo.

## Prix et distinctions
Artem Oganov est lauréat de plusieurs prix prestigieux, dont un prix ETH Latsis, Modèle d'excellence en recherche de l'Union minéralogique européenne. En 2012, il remporte un titre de « professeur aux 1000 talents » en Chine et devient la même année professeur honoris causa de l'Université de Yanshan (Chine). En 2013 élu membre de l'Association minéralogique d'Amérique. En 2016 et 2017, il a été nommé comme l'un des scientifiques russes les plus cités respectivement en chimie et en physique. En 2017, il a reçu le prix Gamow et le prix Concord. En 2019, il a reçu le Friendship Award (en), la plus haute distinction décernée par le gouvernement chinois à des experts étrangers. En 2015, Oganov a été élu professeur de l'Académie des sciences de Russie, et en 2017, il est devenu membre de l'Académie d'Europe Academia Europaea, et en 2020 élu membre de la Royal Society of Chemistry et de la Société américaine de physique. En 2011, il a fondé la Commission sur la cristallographie des matériaux à l'Union internationale de cristallographie. En 2017-2020, il a été membre du Conseil présidentiel pour la science et l'éducation.
Artem Oganov a occupé plus de 10 postes de professeur invité (Universita degli Studi di Milano, Lille'Polytech, Université de Paris, Université de Poitiers, Université chinoise de Hong Kong, Académie chinoise des sciences, Société japonaise pour la promotion des sciences, etc.). En 2011, le magazine Forbes a classé Oganov parmi « 50 Russes qui ont conquis le monde ». En 2012, le réalisateur de cinéma lauréat du prix d'État, Vladimir Gerchikov a réalisé un film La couleur d'un cristal sur Oganov, en 2015, le célèbre journaliste de télévision Leonid Parfenov (en) a réalisé un film Made by Russians sur lui.[ 23] et deux autres films sur lui sont apparus en 2018 sur la chaine Kultura-TV et sur la chaîne NTV l'un des personnages centraux. En 2019, dans le cadre de la 150e commémoration du tableau périodique de Mendeleïev, un autre film est sorti, dans lequel occupe Oganov un rôle central. En 2013, les magazines "Russian reporter" et "Expert" ont classé Oganov parmi les 100 Russes les plus influents aujourd'hui.
Ses travaux les plus importants concernent les domaines de la découverte de matériaux par modèle mathématique, intégrant les énergies de liaison chimiques et l'état de la matière dans des conditions extrêmes (comme à l'intérieur de planètes). Il a développé des méthodes nouvelles et très efficaces de prédiction de la structure cristalline qui sont devenues la base du code Uspex, utilisé par plus de 8 000 chercheurs dans le monde. Parmi ses découvertes les plus marquantes, figurent les découvertes de la structure d'une phase superdure de bore, le gamma-B,, d'une phase transparente de sodium, d'un nouvel allotrope de carbone, la prédiction de MgSiO3 postpérovskite et sa stabilité dans le manteau terrestre, la prédiction d'autres minéraux formant des planètes, prédiction et synthèse de composés « impossibles » (comme par exemple le Na3Cl,), la découverte de la chimie de l'hélium ou la création de borophène — une monocouche 2D d'atomes de bore, avec de grandes promesses pour les technologies futures —.
Artem Oganov a publié plus de 300 articles dans des revues scientifiques reconnues. Il est auteur de 5 brevets.
Nombre total de citations > 41100, h-index 95 (Google Scholar, en mai 2025).

## Travaux
Artem Oganov a proposé une nouvelle échelle d'électronégativités des éléments chimiques.
En étendant la définition de l'électronégativité aux hautes pressions et en tabulant les électronégativités et la dureté chimique pour tous les éléments (jusqu'à Cm, # 96), Oganov et ses collègues ont pu expliquer de nombreux phénomènes inhabituels de la chimie à haute pression, ainsi que prédire de nouveaux phénomènes et composés. La prédiction du nouveau composé hydraté à haute pression Mg2SiO5H2 a inspiré une nouvelle hypothèse sur l'origine de l'hydrosphère terrestre. Oganov et ses collègues ont prédit et étudié (théoriquement et expérimentalement) un certain nombre de nouveaux supraconducteurs, qui comptent parmi les supraconducteurs à température la plus élevée connus à ce jour : ThH10 et ThH9, YH6, (La,Y)H6 et (La,Y)H10. Les méthodes de calcul développées par Oganov ouvrent la voie à la découverte de matériaux aux propriétés souhaitées.
En 2022, il élabore une carte de « nombres magiques » pour les hydrocarbures CnHm jusqu'à n=20 atomes de carbone et m=30 atomes d'hydrogène,.

### Vie privée
Artem Oganov parle russe, anglais, français, allemand et italien.
Il est marié et a quatre enfants.

## Sélection d'interviews ou d'articles de vulgarisation scientifique
- “Theory and experiment meet, and a new form of boron is found - New York Times”
- “Superharte Form des Elements Bor entdeckt - Spiegel”
- “Chemie Extrem: Forscher bringen Salz aus der Fassung - Spiegel”
- «Newly created helium compound could completely change chemistry - futurism.com»
- «Pressing helium discovery as gas reacted with sodium - Chemistry World»
- «Des cristaux de sel qui sortent de l’ordinaire - La Recherche»
- «La chimie de l’hélium, inconnue sur Terre, pourrait exister dans les planètes géantes - futura-sciences.com»
- «Science et recherche en Russie, en manque d’innovation -  rts.ch»
- «Seltsame binding eint Natrium und Helium - Spektrum der Wissenschaft»
- "New ordering of the elements could help find materials with desired properties"
- "Neptune et Uranus auraient bien des manteaux de diamant!"*